# 查爾斯·布拉德勞
查爾斯·布拉德勞（英語：Charles Bradlaugh，1833年9月26日—1891年1月30日）英国政治活动家和无神论者。他于1866年创立了国家世俗协会，距离乔治·霍利奥克于1851年创造“世俗主义”一词已有15年。1880年首次当选议会议员，但因不愿宣誓而未能就职。后多次因拒绝宣誓未能就职，最终议会不得以同意。